# Burnley
Burnley je město v anglickém hrabství Lancashire. V roce 2001 zde žilo 73 021 obyvatel.

## Město
Burnley leží 34 km severně od Manchesteru a 32 km východně od Prestonu na soutoku řek Calder a Brun. Od řeky Brun nejspíše pochází název města, resp. od pojmu Brun Lea, v překladu znamenající louky u řeky Brun. Město se začalo vyvíjet v období raného středověku jako několik farmářských osad obklopených panskými domy. Během průmyslové revoluce bylo Burnley stalo významným městem textilního průmyslu, na svém vrcholu bylo jedním z největších producentů bavlněného oblečení na světě.

## Sport
V Burnley působí fotbalový klub Burnley FC, založený v roce 1882. V sezoně 2021/22 hraje Burnley nejvyšší anglickou fotbalovou ligu Premier League, dvakrát (1920/21, 1959/60) nejvyšší ligu vyhrál. V klubu působí český útočník Matěj Vydra.

## Známí rodáci
- Sophie Hitchonová (* 1991); sportovkyně, bronzová medailistka OH, držitelka britského rekordu v hodu kladivem
- Ian McKellen (* 1939); herec, držitel Zlatého glóbu a dvou nominací na Oscara
- Oliver Norwood (* 1991); fotbalista
- Alfred Tysoe (1874 – 1901); sportovec, dvojnásobný vítěz olympijských her
- David Waddington, baron Waddington (1929 – 2017); politik, vůdce Sněmovny lordů (1990 – 1992), guvernér Bermud (1992 – 1997)